# Belemina
Belemina o Belbina (in greco antico: Βελεμίνα o Βελβίνα?) era una città dell'antica Grecia ubicata nella zona di frontiera tra Laconia e Arcadia.

## Storia
Plutarco la cita con il nome di Belbina como un luogo ubicato all'ingresso della Laconia ma preteso da Megalopoli città dell'Arcadia. Vi era un tempio di Atena. Gli efori avevano invitato Cleomene a prendere possesso della città ed egli la fortificò.
Pausania la cita in Laconia con il nome di Belemina e la situa a cento stadi da Pellana. Dice che era bagnata dal fiume Eurota e che aveva molte sorgenti d'acqua. Dice che ritiene improbabile che il suo territorio fosse appartenuto in precedenza agli Arcadi.
La regione in cui era ubicata aveva il nome di Bleminatide, secondo Strabone.